# بيشة زرد (مقاطعة فسا)
بيشة زرد (بالفارسية: بیشه زرد) هي قرية تقع في قسم ميانده الريفي في إيران. يقدر عدد سكانها بـ 478 نسمة بحسب إحصاء 2016.